# 절도사

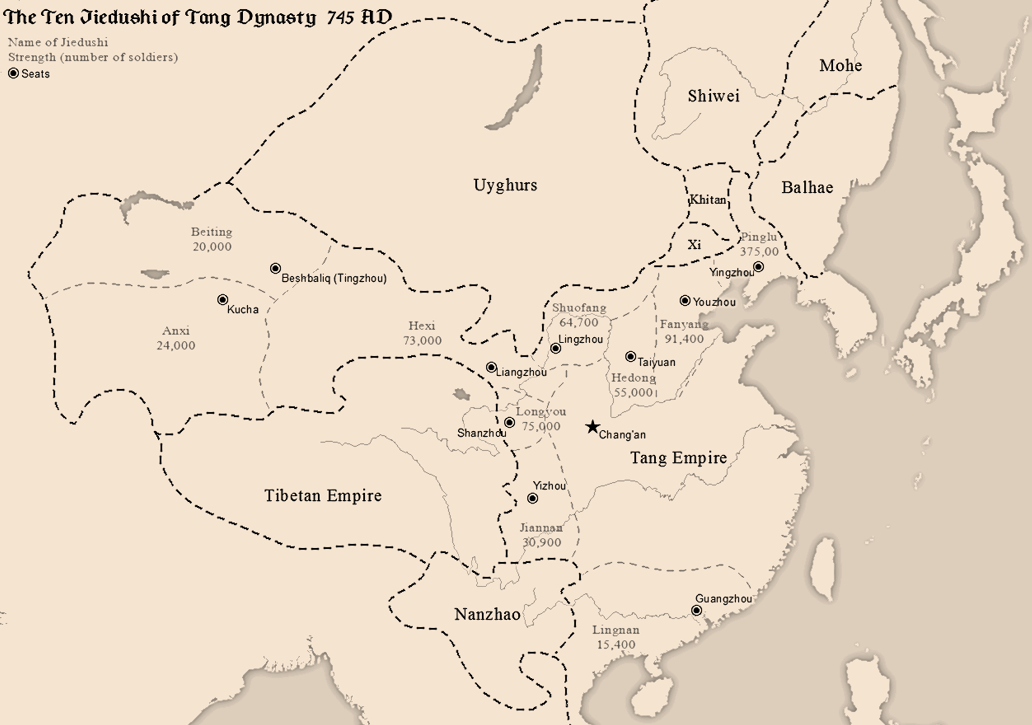

절도사(節度使)는 중국 당(唐) 왕조에서 북송(北宋) 왕조에 걸쳐 존재했던 지방 조직인 번진(藩鎭)을 통솔했던 수장을 말한다. 관찰사(觀察使) 등을 겸하는 수도 있었으며, 지방의 군사와 재정을 통괄하였다.

## 역사

### 성립에서 안사의 난까지
당은 태종(太宗) 때에 비약적인 영토확장을 이루었고, 그 영토를 도호부(都護府)・기미정책(羈縻政策)・부병제(府兵制)・진병(鎭兵) 등의 제도를 통해 유지하였다. 그 중 진병은 이민족 출신의 번장(蕃將), 번병(蕃兵)을 많이 기용했는데, 번진(藩鎭)이라는 이름은 여기에서 유래하였다. 주로 서북 변방의 방위를 위해 설치되었으나 현종(玄宗) 때에 이르러 기존의 부병제가 제대로 기능하지 못하게 되면서, 변방 이외의 지역에도 번진이 설치되었다. 절도사는 주둔군의 장군과 그 지방의 재정관을 겸하며 임지의 세수를 군비와 병사 고용에 쓰는 제도였다.
일단 부병제의 모태는 북위(北魏)의 군사제도에 있었는데, 북위에서 병사의 주체가 유목민족 고유의 부족(部族) 제도 아래서 집단 생활을 영유하던 유목민족이었던 것에 반해 당의 부병제는 정주(定住) 생활을 기반으로 농경에 종사하던 농민들이 병사까지 겸하는 것이었다. 연간 3개월의 군사훈련은 농업에도 부담이 되었고, 또한 영토 확장과 함께 변경으로 부임하는 병사들은 그만큼 자신의 출신 향리(郷里)나 가족으로부터 거리상 더욱 멀어지게 되어, 사기가 저하되고 전투력도 약해진다는 단점이 제기되었다. 변경지 복무는 백거이(白居易)의 『신풍절비옹(新豐折臂翁)』로 대표되는 병역거부 현상까지 발생시켰고, 부담을 이기지 못한 나머지 도망쳐 자신의 본적지를 떠나는 도호(逃戶)와 그대로 다른 땅에 가서 현지 귀족의 노비로 들어가는 양민도 생겨났다. 그에 따라 호적을 바탕으로 병역 의무를 부과했던 부병제는 징병 대상이 차츰 감소하였고, 병력으로 충당할 인원이 줄어들면서 교대 기간도 그만큼 늘어나 복무 기간이 2년, 3년에 걸치기도 했다.
당은 각 도(道)마다 주둔하던 무장(武將)을 도독(都督)이라고 불렀고, 도독은 사지절(使持節)의 칭호를 가지고 절도사(節度使)가 되었다. 현종 경운(景雲) 2년(711년)에 하발연사(賀拔延嗣)를 양주도독으로서 하서절도사(河西節度使)로 채운 것을 시작으로, 10곳의 도(道)에 절도사가 설치되었다. 주둔하는 병사는 징병제 형태였던 부병제로 모이는 것이 아니라 모병제 형태의 장정건아제(長征健兒制)에 의해 이루어졌고, 변경에서 둔전(屯田)을 경작하며 국가로부터 견(絹)과 동전을 월급으로서 지급받았다.
| 절도사명                       | 치소       | 설치목적                                       | 설치연도 | 병력   |
| ------------------------------ | ---------- | ---------------------------------------------- | -------- | ------ |
| 안서(安西)                     | 구자(龜茲) | 천산남로(天山南路) 방어, 서돌궐(西突厥)에 대비 | 710년    | 24,000 |
| 북정(北庭)                     | 정주(庭州) | 천산북로(天山北路)                             | 712년    | 20,000 |
| 하서(河西)                     | 양주(涼州) | 토번(吐蕃)과 돌궐의 연합 저지                  | 710년    | 73,000 |
| 삭방(朔方)                     | 영주(靈州) | 돌궐 대비                                      | 721년    | 64,700 |
| 하동(河東)                     | 태원(太原) | 돌궐 대비                                      | 711년    | 55,000 |
| 범양(范陽)                     | 유주(幽州) | 해(奚)・거란(契丹) 대비                        | 713년    | 91,400 |
| 평로(平盧)                     | 영주(營州) | 실위(室韋)・말갈(靺鞨) 대비                    | 719년    | 37,500 |
| 농우(隴右)                     | 선주(鄯州) | 토번 대비                                      | 713년    | 75,000 |
| 검남(劍南)                     | 성도(成都) | 토번・토욕혼(吐谷渾) 대비                      | 714년    | 30,900 |
| 영남오부경략사(嶺南五府經略使) | 광주(廣州) | 이요(夷獠) 대비                                | 711년    | 15,400 |

절도사는 안서・북정・평로의 장성(長城) 바깥을 맡은 절도사와, 그 이외의 장성 안쪽을 맡은 절도사로 나뉘었다. 장성외절도사(長城外節度使)는 무인(武人)이나 번장이 임명되었고, 장성내절도사(長城内節度使)에는 중앙에서 파견된 문관(文官)이 부임하게 되어있는 것이 당초의 방침이었다. 절도사는 또한 문관이 재상(宰相)으로 등용되기 위한 일종의 출세 코스로 여겨졌는데, 현종에게 중용되었던 재상 이임보(李林甫)는 정적(政敵)이 출현하지 못하도록, 법제상 재상이 될 수 없게 되어 있던 번장을 적극적으로 절도사로 등용했다. 안록산(安祿山)도 현종의 총애를 받아 742년에 평로절도사가 되었고 이어 범양・하동의 절도사도 겸하게 되었다.

### 안사의 난
삼진(三鎭)의 절도사를 겸임한 안록산은 총병력이 약 18만에 달했는데, 수도 장안(長安)을 방어하던 좌우 우림군(羽林軍)의 수(6만 남짓)를 압도하는 것이었다. 황제의 총애가 양귀비(楊貴妃)의 일족이던 총신 양국충(楊國忠)에게로 기울자 자신의 지위를 잃을 것을 두려워한 안록산은 755년에 마침내 난을 일으킨다(안사의 난). 안록산이 장안을 함락시키고 현종은 촉(蜀) 땅으로 몽진했으며 황태자 향(亨)이 숙종(肅宗)으로 즉위하였다. 그 뒤 반란군의 내부분열과 안진경(顏眞卿)・안고경(顏杲卿)으로 대표되는 근왕파 군사들의 분전과 위구르의 원병에 힘입어, 당조는 763년에 난을 진압할 수 있었다.
반란군의 근거지였던 하북에서 당조에 투항한 위박(魏博, 천웅군天雄軍)의 전승사(田承嗣)・유주(노룡군)의 이회선(李懷仙)・항기(恒冀, 성덕군成德軍)의 이보신(李寶臣) 등이 그대로 현지의 절도사로서 임명되었다. 내지에서 차례대로 번진이 설치되어 번진의 총수는 쉰 곳을 넘길 정도였고, 수도 장안과 부도(副都) 낙양(洛陽) 주변부를 제외한 대부분의 지역이 번진의 통치하에 놓이게 되었다.
재판권을 갖지는 않았으나 군권과 재정권의 대부분(양세법에 따라 세수를 줄임)을 갖춘 번진의 4, 5곳 가운데 한 곳이 중앙에 대한 반체제적 자세를 보였지만, 과거 안록산과 사사명의 반란군에 속했던 세 무장은 하삭삼진(河朔三鎭)이라고 불리며 중앙정부로부터 받은 관직이 없으면 군사를 통솔할 수 없었다. 이들 번진은 군관(軍官)직인 절도사(절도사가 아닌 경우에는 단련사團練使・방어사防禦使・경략사經略使)와 재정권을 겸임하고 번진을 영유했다. 번진 수장이 사망하면 그 자손이나 부하 가운데 힘 있는 자가 세습하는 경우도 있었다.
당이 멸망한 뒤에도 당의 정삭(正朔)을 계속해서 받들었던 회남절도사(淮南節度使)에 의해 이미 당 후기부터 생산력・경제력이 성장하던 중국 강남(江南) 지역은 조정에 대한 공순함을 보였지만, 반대로 하북 지역은 중앙으로부터 유리되어 할거하려는 경향이 강했고, 중앙에 바치던 세금도 번진이 거두어 운용했다. 중앙정부의 통치로부터 유리된 번진을 하삭형번진(河朔型藩鎭)이라고 하였다.

### 대종・덕종조
대종(代宗), 덕종(德宗)조에 이르면 번진에 대한 강경한 태도를 보이며 번진에 대한 압박을 가했다. 양세법(兩税法)으로 번진의 자의적 재정운영을 제한하려 했고, 781년에 성덕군의 이보신이 사망하자 아들 이유악(李惟嶽)이 세습하는 것을 허가하지 않았다. 이에 반발한 성덕・천웅・평로・산남동도(山南東道, 지금의 섬서 성 동부)의 양숭의(梁祟義)가 연합하여 난을 일으켰지만, 덕종은 금군(禁軍)과 노룡(廬龍) 등지의 다른 번진 군사들을 동원하여 토벌했고, 양숭의를 죽이고 이유악을 잡는 성과를 거두었다.
그러나 덕종의 강경자세에 두려움을 느낀 번진은 이에 반발하여 관군을 자처하던 노룡군(廬龍軍)에서도 당조에 이반해 783년에 난을 일으키고, 원유주절도사(元幽州節度使) 주차(朱沘)를 황제로 옹립하여 장안을 점령하고 덕종은 장안 서쪽의 봉천(奉天)으로 달아나는 사태가 벌어진다. 사태수습을 위해 덕종은 번진의 지위를 보전하고 죄를 묻지 않겠다는 칙을 내렸고, 번진들은 대부분 이를 받아들여 남은 노룡군이나 회서・장안을 점거한 주차도 786년에 진압되었다. 799년에 회서의 이희열(李希烈)을 살해하고 실권을 장악한 진선기(陳仙奇)를 다시 죽이고 회서절도사(淮西節度使)가 된 오소성(呉少誠)이 난을 일으키지만, 1년여에 걸친 전투 뒤에 당조에서 죄를 사면하는 형식으로 난을 수습했다.

### 헌종조
순종(順宗)이 재위 반년만에 사망하고 뒤를 이은 헌종(憲宗)은 806년에 서천절도사(西川節度使) 유벽(劉闢)이 세력을 넓히기 위해 동천(東川)을 공격하자 이를 토벌하여 유벽을 처형했다. 이것을 시작으로 하수은절도유후(夏綏銀節度留後) 양혜림(楊惠琳)과 절강서도(浙江西道)의 진해군절도사(鎭海軍節度使) 이기(李錡) 토벌에 나섰다.
하북 삼진에 대한 토벌은 실패로 끝났지만, 회서의 오원제를 멸망시킴으로써 번진들은 각자 땅을 당조에 할양하며 공순할 뜻을 보였다. 성덕의 왕승종(王承宗)은 자신의 영지 일부를 반환했고 횡해군(横海軍)의 정권(程權)은 2주 전체를 당조에 반환하며 번진으로서의 역사를 스스로 끝냈지만, 평로의 이사도(李師道)는 처음에는 영지를 반환할 뜻을 보였으나 후에 그것을 철회하며 당조에 맞섰다. 결국 헌종은 절도사들을 모아 평로를 공격해 멸망시켰다. 하삭형 번진으로서 가장 오랜 기간을 버텼던 평로가 멸망하면서 위박의 전홍정(田弘正)은 번진 수장으로서의 지위를 반환하고 조정에 입조하였다. 그러나 헌종도 820년에 환관(宦官)에게 살해되고, 성덕・노룡도 조정에 번진 수장의 직책을 반환하면서 하삭삼진으로서의 독자적인 번진 계승은 끝이 났다.

### 당의 멸망에서 오대까지
하삭형 번진에 의한 동란은 그 후로도 몇 번이나 일어났지만, 당조에 맞선 군사행동은 20% 정도로 나머지는 병사들의 폭동이나 장교에 의한 책동, 부하들의 번진 수장 살해였다. 이들은 교병한장(驕兵悍將)으로 불리며 조정의 충분한 은상을 약속받지 않으면 싸우지도 않았고, 번진 수장들조차 이들의 비위를 맞추는데 여념이 없었다. 당 말기에 이르러 삼진의 옛 무장들은 다시금 번진의 실권을 장악하고 번진 수장으로서의 관직을 구하여 조정의 허락을 받아낸다. 이에 호응한 다른 번진들도 다시금 당조의 지배에서 이탈하려는 움직임을 보였지만 당조는 허락하지 않았다.
황소의 난으로 치명적인 피해를 입은 당조는 실질적으로 멸망한 것이나 다름없었고, 조정의 권위가 쇠한 상태에서 중국은 다시 주전충(朱全忠)・이극용(李克用) 등의 번진 세력이 다투게 되었다. 907년에 주전충은 선양(禪讓)의 형식을 빌어 당을 완전히 멸망시킨 뒤 후량(後梁)・후당(後唐)을 제외한 오대 십국 시대의 황제들은 모두 과거 당의 절도사직에 있던 자들이었는데, 송을 세운 조광윤(趙匡胤) 또한 후주(後周)로부터 송주절도사(宋州節度使)로 임명된 자였다. 후주의 황제로부터 선양을 받아 송을 세운 조광윤은 절도사 출신의 무신들을 모아 연회를 베풀면서 그들에게 은퇴할 것을 권했고, 오대 십국 시대의 전란을 지켜본 그들은 「휘하 군대가 자신을 황제로 옹립하려 든다면 꼼짝없이 모반자가 될 것」이라는 조광윤의 권유에 응해 자신들이 가진 병권을 반납했다. 이후 조광윤은 통판(通判)직을 두어 절도사의 행정권을 이관시켰고, 최종적으로 절도사는 명예직이 되었다.

### 송 이후
송 태조 조광윤 이후, 절도사는 송 무장의 최고계(最高階) 관과 종실(宗室), 문신 훈구(勳舊)와 재집(宰執)에게 임명되어, 규절(旌節)을 가지고 절도사인(節度使印)과 관내관찰사인(管內觀察使印), 절도주인(節度州印)의 세 인장을 소지하였다. 경덕(景德) 이후로 절도사가 되는 자는 규절문기(旌節門旗) 둘과 용호기(龍虎旗) 하나, 규절(旌節) 하나와 휘창(麾槍) 둘, 표미(豹尾) 둘을 수여받았다. 철종(哲宗) 이전에는 절도사직이 쉽게 제수되는 일이 없었던 것에 비해 휘종(徽宗) 때에는 환관 여섯 명이 모두 절도사로 임명되었다.
요(遼), 금(金)에서도 당의 제도를 모방해 절도사를 두었지만 유명무실한 것이었으며, 지위도 송과 다르지 않았다. 원(元)은 이를 폐지하였다.

## 한국의 절도사
《삼국사기》신라본기 경명왕 8년(921년)조에는 1월에 천주절도사(泉州節度使)를 자칭한 왕봉규(王逢規)가 후당에 사신을 보내 방물을 바치고 명종으로부터 회화대장군의 관직을 수여받았다는 기록이 있는데, 신라 말기의 군벌 호족들 가운데 일부가 중국과의 독자적인 외교를 추진하면서 중국의 관직인 절도사를 자처한 흔적으로 보인다. 한국은 당의 제도를 모방하여 고려 초에 처음 절도사를 두었다.
조선왕조에 설치된 절도사의 종류는 아래와 같다.
- 병마절도사(兵馬節度使) : 종2품 무관 전임 관직. 임명된 지역의 육군 지휘.
- 수군절도사(水軍節度使) : 정3품(당상) 무관 전임 관직. 임명된 지역의 수군(水軍, 해군) 지휘.
- 병마수군절도사(兵馬水軍節度使) : 군부대의 문민통제를 위해 각 도(道)의 관찰사(觀察使)가 자동으로 겸직하는 절도사 관직.

## 같이 보기
- 관찰사
- 안사의 난
- 평로치청절도사
- 이정기
- 황소의 난
- 오대 십국 시대
- 병마절도사
- 수군절도사